# Василиј Гончаров
Василиј Владимирович Гончаров (рус. Васи́лий Влади́мирович Гончаро́в; 21. март 1984) руски је музичар, певач, песник, композитор и музички продуцент. Оснивач и вођа групе Чебоза. Познатији као Васја Обломов у вези са стварањем истоименог музичког пројекта. Један од оснивача и учесник музичко-поетског пројекта „Господин Добри“. Јавна личност, критичар Путиновог режима.

## Биографија

### Ране године
Студирао је у руском Ростову на Дону у школама бр. 107 (до 10. разреда) и бр. 34 (10. и 11. разред). Завршио је Историјски факултет Ростовског државног универзитета. Има друго високо образовање (правно).

### Музичка каријера

#### 1999–2009
Од 1999. године је вођа групе Чебоза. Постао је широко познат под именом Васја Обломов захваљујући истоименом музичком пројекту. Поред активности у групи, 2008. био је музички продуцент за албум Вјачеслава Бутусова „Модел за склапање“ (рус. „Модель для сборки”). Године 2009. продуцирао је нову песму за Михаила Бојарског (песма Виктора Резникова „Све је празно” (рус. „Всё пустое”).

#### 2010. година
У мају 2010, под псеудонимом Васја Обломов, поставио је на интернет анимирани видео за песму „Магадан“, која је убрзо постала популарна, сакупивши више од 300 хиљада прегледа до августа, што је у то време било велико достигнуће. Магадан је прича пуна сарказма, која исмева руску масовну културу. Песма је постала толико позната да је канал НТВ снимио причу о њој. У јулу, снимак се појавио у етеру ТВ канала А-Оне. У августу је „Наше радио“ започео ротацију Магадана, а у септембру је Василиј представио песму на СТС-у у програму „Видеобитка“ (рус. „Видеобитва“). Видео је постао победник програма. 12. септембра, у телевизијском програму „Yesterday live“ на Првом каналу, први пут је уживо изведена песма „Магадан“. У програму је тим назван „Васја Обломов и његови пријатељи“ (рус. „Вася Обломов и его друзья“). У јесен су се на интернету појавиле још две песме Васје Обломова: „Ко жели да постане полицајац?“ (рус. „Кто хочет стать милиционером?“) и „Како настаје Отаџбина“ (рус. „С чего начинается Родина“). Обе песме такође су изазвале интересовање медија. НТВ је у недељу емитовала Обломовов наступ, а РЕН ТВ га је снимила у филму о музичарима и политици. Број прегледа Магаданског видеа на Јутјубу је премашио милион. 16. децембра на руској благајни је кренуо филм Тимура Бекмамбетова „Јелке” (рус. „Ёлки“), на чијој је звучној подлози била песма „Магадан”. Васја Обломов је 24. децембра одржао свој први солистички концерт у московском China Town Cafe-у. Специјални гост концерта био је Александар Пушној. Концерт је био распродат.

## Политичко гледиште
Васја Обломов је познат по свом активном грађанству. 24. децембра 2011. био је један од ретких руских музичара, који су говорили на митингу за поштене изборе, који се одржао на авенији Сахарова. Почетком септембра 2013. Васја Обломов је извео неколико песама на авенији Сахарова на концерту у знак подршке кандидату за градоначелника Москве Алексеју Наваљном. Према Васји Обломову
| „ | Симбол Русије може постати не георгијевска трака, већ изолациона | ” |

Васја Обломов је због својих политичких ставова пао у немилост и од „патриотских новинара” су га уврстили на листу „националне издајице“.
Обломовов следећи цитат је био широко распрострањен на Интернету:
| „ | Не разумем када ме људи оптужују да не волим Русију. Не волим идиоте. Из неког разлога мисле да су Русија, иако су само идиоти. | ” |

После протеста 23. јануара 2021., одржаних у знак подршке Алексеју Наваљном, Василиј је написао песму „Визир ми се замаглио“ (рус. „Запотело моё забрало”), засновану на инциденту са Маргаритом Јудином, коју је официр Руске Националне гарде ударио ногом у стомак.